# 하나님의 청년은 시대를 탓하지 않는다
《하나님의 청년은 세상을 탓하지 않는다》는 규장에서 2004년 출간한 청년설교집이다. 저자 이승장은 서문에서 다니엘의 삶과 신앙을 공부함으로써, 청년들에게 설 곳을 마련해주지 않는 사회때문에 애태우는 기독교 청년들이 비기독교사회에서 어떻게 살아낼 것인지를 모색하는 데 책의 목적이 있다고 주장한다.

## 차례
- 1부:하나님의 청년은 세상의 위세에 주눅들지 않는다.

1장:역사의 실세앞에 인생의 줄을 서라
2장:하나님 편에 서는 대가를 지불하라
3장:거룩하고 탁월한 정상을 꿈꾸라
4장:하나님과 바른 관계로 난관을 돌파하라
4장:세상 권세를 압도하는 하나님의 통치를 경험하라.
- 2부:하나님의 청년은 하나님의 영광에 목숨건다.

6장:고난의 때일수록 신앙의 지조를 지켜라
7장:낮아짐으로써 높아져라
8장:거룩한 쾌락을 맛보라.
9장:진리로 인한 고독을 맛보라
- 3부:하나님의 청년은 하나님 나라의 영원한 승리를 믿는다.

10장:세상나라를 전복시키는 하나님 나라의 승리를 대망하라.
11장:말씀의 성취를 확신하고, 인생을 백년대계하라
12장:겸손과 통회와 간절함으로 하나님 앞에 무릎 꿇라
- 4장:하나님의 청년은 별과 같이 빛나리라

13장:하나님의 능력으로 승리하는 영적 전사가 되라.
14장:종말에 깨어 있음으로 최종 승자가 되라.
15장:청년이여, 역사의 밤을 비추는 영원한 스타가 되라.